# Hi8

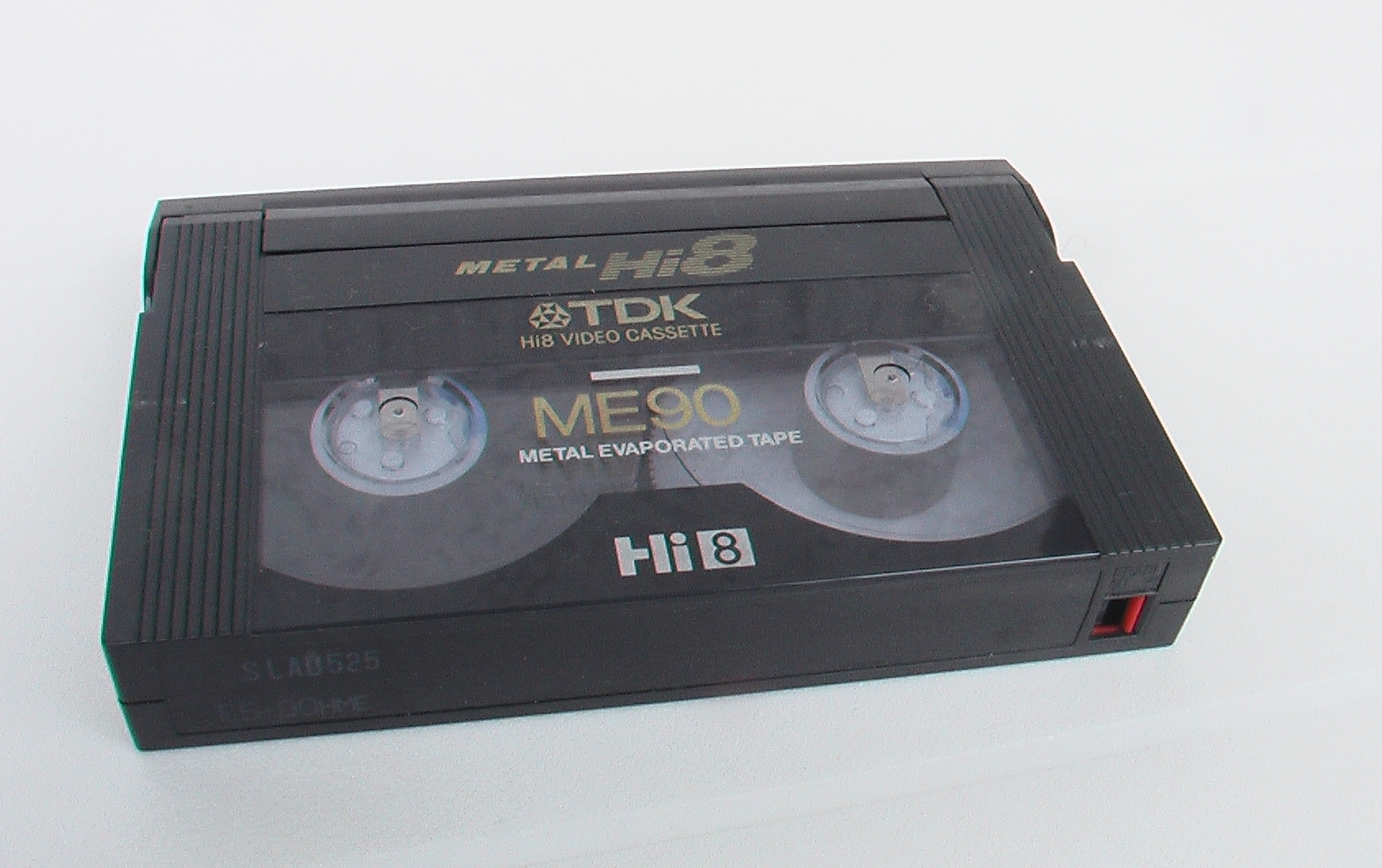
Hi8 videoband

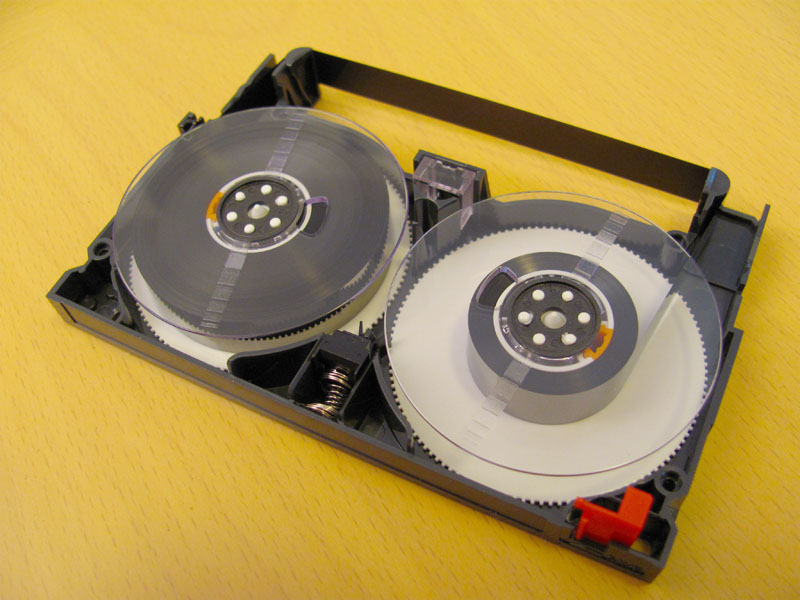
Binnenwerk van een Hi8 videoband

Hi8 is een analoog amateurvideosysteem, ontworpen door Sony.

## Geschiedenis
Hi8 is de opvolger van Video8 en biedt sterk verbeterde frequentie en kleurweergave. Het systeem kwam in 1989 op de markt als antwoord op de S-VHS-C-banden van JVC. De kwaliteit is vergelijkbaar met Super-VHS. Het systeem gebruikt dezelfde tapes als Video8 maar neemt op met een hogere snelheid. De resolutie van Hi8 ligt rond de 400 breedtelijnen. Hi8 is qua kwaliteit vergelijkbaar met S-VHS en S-VHS-C.

## Opvolger
- Digital8

## Noot
1. ↑  Formats of Video Tapes